# David Cerrajería
David Cerrajería Rubio, "Cerra" (Valencia, 4 de junio de 1983) es un futbolista español. Juega de defensa y su primer equipo fue el Alicante CF. Actualmente juega en el Córdoba CF.

## Biografía
Cerra fue fichado por el Valencia CF para su equipo filial el verano de 2005 procedente del Alicante CF. Pese a ser diestro reconvirtió su posición a la de lateral izquierdo por consejo de un entrenador que le advirtió de la gran cantidad de laterales derechos existentes. Tras disputar una campaña con el Valencia B su debut en el primer equipo se produjo en la novena jornada de la temporada 2006-2007 debido a las lesiones de Emiliano Moretti y Asier del Horno, los dos laterales izquierdos del primer equipo. Al finalizar la campaña se marcha cedido al Poli Ejido y, la temporada siguiente, ficha por el Levante UD para dos temporadas. El 30 de junio de 2011 finaliza su compromiso con el Levante UD al no renovársele el contrato debido a que el nuevo entrenador no contaba con él. El 23 de julio de 2011, se hace oficial su fichaje por el Córdoba CF
Después de rescindir su contrato con el Córdoba a principios de 2013, queda libre.
En junio de 2013 ficha por el Platanias FC de la super league de Grecia, donde jugara con varios jugadores españoles.
| Club              | División         | País   | Temporada | Partidos | Goles |
| ----------------- | ---------------- | ------ | --------- | -------- | ----- |
| Alicante CF       | Segunda B        | España | 2002-2003 | 3        | 0     |
| Alicante CF       | Segunda B        | España | 2003-2004 | 2        | 0     |
| Alicante CF       | Segunda B        | España | 2004-2005 | 22       | 0     |
| Valencia Mestalla | Tercera División | España | 2005-2006 | 32       | 0     |
| Valencia Mestalla | Segunda B        | España | 2006-2007 | 25       | 0     |
| Valencia CF       | Primera División | España | 2006-2007 | 6        | 0     |
| Poli Ejido        | Segunda División | España | 2008-2007 | 25       | 0     |
| Levante UD        | Segunda División | España | 2008-2009 | 32       | 0     |
| Levante UD        | Segunda División | España | 2009-2010 | 16       | 0     |
| Levante UD        | Primera División | España | 2010-2011 | 7        | 0     |
| Córdoba CF        | Segunda División | España | 2011      | 44       | 0     |
| Platanias FC      | Super league     | Grecia | 2013      |          | 0     |